# Marie Calumet
Marie Calumet est un roman québécois écrit en 1904 par Rodolphe Girard.
Ce roman décrit avec humour la vie d'une servante d'un presbytère de campagne, avec quelques évocations sarcastiques de l'empire qu'exerçait l'Église sur les petites gens à l'époque.
On peut l'associer aux rares écrits du temps qui refusent l'idéalisation terrienne et patriotique promue par l'Église et l'État, à l'exemple de La Scouine d'Albert Laberge.

## Résumé
L'histoire se passe en 1860 dans le village fictif de Saint-Ildefonse. En visite chez le curé, son ami le curé du village voisin se rend compte que celui-ci n'a pas de servante. Quelques jours plus tard, il lui en envoie une, en la personne de Marie Calumet. 
Marie Calumet est une vieille fille de 40 ans. Son arrivée à Saint-Ildefonse ne passe pas inaperçue, si bien que l'homme à tout faire du curé tombe amoureux d'elle de même que, peu de temps après, le bedeau. Marie Calumet, terre à terre et toute dévouée à son curé, mettra du temps à se rendre compte qu'à son âge, elle peut véritablement plaire à un homme.
Le roman sert de prétexte à divers tableaux de la vie de campagne.

## Style
La narration est en français standard légèrement littéraire, sans être exempt de clichés. Les dialogues, nombreux, reproduisent la langue du cru. Le récit se veut plutôt léger et humoristique, voire burlesque par moments.

## Personnages
- Le curé Flavel, bon curé de Saint-Ildefonse. « La même après-dînée, le curé reprit la route de son village. Là, jamais personne ne connut l'héroïsme de cet humble prêtre. » (ch. XV, « Le curé Flavel se mouille les pieds à Lachine »)
- Le curé Lefranc, de Saint-Apollinaire, son ami. « Le desservant de Saint-Apollinaire était gourmand comme une lèchefrite; et il n'était jamais plus coulant avec ses paroissiens qu'au sortir de la salle à manger. » (ch. I, « Les deux curés »)
- Suzon, nièce du curé Flavel, qui lui sert de servante avant l'arrivée de Marie Calumet et continue d'habiter au presbytère par la suite. « Une adorable enfant de dix-sept ans au plus, à la bouche rieuse et au front ombragé de mèches folles d'un blond cendré [...]. » (ch. I, « Les deux curés »)
- Marie Calumet, femme à tout faire du curé Flavel. Née à Sainte-Geneviève (village voisin fictif également), elle ne quittera ce village qu'une fois, à l'âge de 40 ans, pour s'installer à Saint-Ildefonse. « Sur le seuil de la cuisine, elle parut, dans un flot de lumière, les manches retroussées jusqu'aux aisselles, les bras gras, dégouttants d'eau savonneuse, et tenant dans ses mains rougies par le lavage, un caleçon de coutil, propriété de l'homme engagé de monsieur le curé. » (« ch. XII, « Lutte homérique entre deux rivaux en amour »)
- Narcisse Boisvert, homme à tout faire du curé, plutôt rustre, follement amoureux de Marie Calumet. « Je me demande, pensait Narcisse, en retournant au presbytère, pourquoi qu'elle est venue jusqu'icitte; c'est-y pour moé, ou ben donc si c'est pour Zéphirin? » (ch. XII, « Lutte homérique entre deux rivaux en amour »)
- Zéphirin, bedeau, plutôt rustre lui aussi, également amoureux de Marie Calumet.

## Accueil
Dès sa parution, Marie Calumet a fait l'objet d'une féroce condamnation de l'Église qui a nui à la carrière de l'auteur sa vie durant. On crée même l'onomastisme « calumettiste » pour le désigner avec mépris. À la parution du roman, Rodolphe Girard était journaliste à La Presse. Une lettre adressée par l'archevêque de Montréal, Paul Bruchési, à la direction de La Presse amène celle-ci à congédier l'auteur. Celui-ci, persona non grata dans toute la province, trouvera refuge à Ottawa, où il sera journaliste, auteur et traducteur. En 1945, sa candidature à la Société royale du Canada sera rejetée en raison du scandale du roman, qui datait alors de plus de quarante ans. 
Précisons que, comme le notent Alain Otis et Jean Delisle : « L'auteur n'a aucune intention de persiflage et n'est animé d'aucun sentiment antireligieux en produisant cette satire amène des mœurs religieuses. Certes, ce roman désacralise plusieurs symboles religieux et renferme quelques outrages à la pudeur, mais il exprime aussi et surtout la joie de vivre dans une langue populaire truculente des années 1860. »
Dans le Queen's Quarterly, revue littéraire de l'Université Queen's, en Ontario, sera publiée en 1911, sous la plume de Bernard Muddiman, une appréciation dithyrambique : « Marie Calumet is without a doubt a masterpiece of its kind. It is the frankest and wittiest novel in Canada literature — an essay in Rabelaisian style. As a work of art, racy of the soil, it is probably the closest sketch of Canadian life yet portrayed... It is the first great novel Canada has produced in either French or English. » (« Marie Calumet est sans aucun doute un chef-d'œuvre en son genre. C'est le roman le plus franc et le plus spirituel de toute la littérature canadienne, écrit dans un style rabelaisien. En tant qu'œuvre d'art, truculente et proche de la terre, c'est probablement le portrait le plus juste de la vie canadienne produit jusqu'ici... C'est le premier grand roman ayant vu le jour au Canada, en anglais comme en français. »)

## Extraits
- « En attendant le troisième coup de la messe, ce dimanche-là, comme ils le font, du reste, tous les autres de l'année, la plupart des hommes s'attardaient sur le perron de l'église, parlant récoltes, chevaux, bêtes à cornes, et discutant surtout la grande question du jour : la dîme.
La dîme...
Ces paysans se sentaient mal à l'aise dans leurs vêtements du dimanche. Et ils étaient vraiment comiques dans leurs habits de confection à huit piastres, achetés à la ville, avec leurs manches étriquées et le pantalon montant à la hauteur des lourdes bottines. » (ch. VII, « Le blé ou le foin? »)
- « Il y avait déjà cinq minutes que Marie Calumet galopait à la poursuite des rebelles. Maintenant, les porcs incontrôlables dans leur émancipation se dirigeaient vers le chemin du roi; personne n'eût pu dire jusqu'où les eût poussés leur fuite aventureuse.
La ménagère perdit patience et la tête. Un bâton était à portée de sa main. Se baisser et s'en armer fut l'affaire d'une seconde. Le premier fugitif qu'elle rejoignit fut le garçon.
Elle lui asséna sur les reins une énergique raclée. Terrassée par cette attaque imprévue, la pauvre petite bête au museau rose et à la queue en tire-bouchon ploya l'échine sous la coups et poussa des gémissements lamentables. » (ch. XIII, « Une page lugubre dans la vie de Marie Calumet »)
- « Elle voulut revoir la rue Sainte-Catherine. 
Les unes après les autres, elle remarqua une foule d'enseignes : un lion à la gueule grimaçante, retenu au milieu du corps par une chaîne en fer; un parapluie écarlate tout grand ouvert, assez vaste pour servir d'auvent; une paire de bottes sauvages pendues à une longue perche; des ciseaux interminables, menaçant de trancher d'un seul coup la trame des humains; un globe terrestre aux proportions colossales; et que sais-je encore... toutes ces enseignes suspendues au-dessus de la tête des passants comme de traîtresses épées de Damoclès. » (ch. XVII, « Marie Calumet va se faire photographier à Montréal »)

## Éditions
- 1904, s.n.
- 1946, Éditions Serge Brousseau
- 1969, Rééditions Québec
- 1973, Éditions Fides, réimpr. 1979 et 1990
- 1976, Harvest House (traduction anglaise)
- 2007, Éditions Beauchemin, réimpr. 2010
- 2007, Modulo
- 2012, Bibliothèque québécoise
- 2020, Le Quartanier

## Chanson
Une chanson a été tirée de l'histoire sur un air rappelant la chanson paillarde française En revenant du Piémont, sous le titre Marie Calumet. Composée (ou notée?) par Gabriel Cusson, elle sera notamment interprétée par :
- Lucien Boyer
- Pierre Daignault
- La famille Soucy
- Les Batinses (2006)
- Le Trinity College Choir (2005)
- Vincent Beaudoin (2007)
- Carmen Campagne (2012)

Certaines de ces versions comportent des adaptations plus ou moins prononcées des paroles.

## Texte intégral
Marie Calumet, 1904.